# Capas Negras
Capas Negras é um filme português, realizado por Armando de Miranda em 1947. Tem argumento de Alberto Barbosa e José Galhardo. Os principais actores são Amália Rodrigues, Alberto Ribeiro e Artur Agostinho, Vasco Morgado, Barroso Lopes, Humberto Madeira, António Sacramento e Graziela Mendes.
O filme foi estreado em Maio de 1947 e bateu todos os recordes de exibição até então. Foi gravado na Real República do Rás-Teparta, na Rua dos Estudos, em Coimbra. Esta república viria mais tarde a mudar-se para o n.º 6 da Rua da Matemática, onde ainda hoje se encontra, em virtude da demolição de casas de habitação da alta coimbrã para construção das Faculdades.
"Capas Negras" esteve 22 semanas em cartaz, tornando-se no maior sucesso do cinema português. Amália obteve o maior sucesso como actriz. 

## Sinopse
Um amargo e comovente melodrama de sabor coimbrão sobre o caso de amor entre uma bela tricana e um estudante de Direito, que foi um estrondoso êxito nos anos 40, com Amália Rodrigues.
Em Coimbra o "quintanista" de Direito, José Duarte, e a bela tricana, Maria de Lisboa, vivem uma intensa história de amor. Terminado o curso e julgando-se traído, José Duarte abandona Maria e vai para o Porto. Recusa-se a aceitar as cartas dela e esta acaba por ser presa no Porto pelo abandono do filho. José Duarte decide defende-la, reconhecendo ao mesmo tempo, ser o pai da criança.
Armando Miranda realizou em 1947 "Capas Negras", um dos maiores êxitos de bilheteira de sempre do cinema português. Trata-se de um amargo e comovente melodrama de sabor coimbrão sobre o caso de amor entre uma bela tricana e um estudante de Direito, de que resulta um filho e gera muitas atribulações para a rapariga até que tudo acabe bem para todos. Um pitoresco filme, recheado de amor, música e nobres sentimentos, que Amália Rodrigues domina com a sua fascinante presença e inconfundível voz.

## Elenco
- Amália Rodrigues - Maria de Lisboa
- Alberto Ribeiro - José Duarte
- Artur Agostinho - Manecas
- Vasco Morgado - Jorge
- Barroso Lopes - Coca-Bichinhos
- Humberto Madeira - Já-Cá-Canta
- António Sacramento - Judge